# Ludvig Müller (attore)
Ludvig Müller (Bergen, 29 febbraio 1868 – Bad Nauheim, 1º ottobre 1922) è stato un attore teatrale e regista teatrale norvegese.

## Biografia
Sebbene abbia iniziato a lavorare nella sua città natale Bergen come imprenditore locale nel 1884 e abbia una propria attività operativa dal 1892, Ludvig fece il suo debutto sul palcoscenico al Christiania Theatre nel 1897 dove rimase per due anni prima di passare presso la Nationaltheatret nel 1899. Müller presiedette la Norwegian Actors 'Equity Association dal 1901 al 1903 e dal 1907 al 1913. Dal 1913 al 1916 fu direttore teatrale al Trøndelag Teater di Trondheim, una città molto più a nord. Morì nella città termale tedesca di Bad Nauheim nel 1922, dopo aver terminato un manoscritto per Den nye lensmannen, un film muto pubblicato nel 1926, quattro anni dopo la sua morte.